# Pierre Habumuremyi
Pierre Habumuremyi (21 febbraio 1961) è un politico ruandese.

## Biografia
Esponente del Fronte Patriottico Ruandese, dall'ottobre 2011 al luglio 2014 ha ricoperto carica di Primo ministro del Ruanda.
| Controllo di autorità | VIAF (EN) 38858419 · ISNI (EN) 0000 0000 4100 5255 · LCCN (EN) n2008200807 |